# 石川県立美術館
石川県立美術館（いしかわけんりつびじゅつかん）は、石川県金沢市出羽町にある美術館である。

## 概要
1945年（昭和20年）10月、石川県美術館として金沢市本多町の旧北陸海軍館を改装して開館し、同年10月11日には第1回現代美術展が開催されるが、同年末、占領軍によって接収される。1959年（昭和34年）10月12日、谷口吉郎の設計により同名で開館。1983年（昭和58年）に近接する現在地に移転と共に現在の名称に改称。建物の設計は富家宏泰。石川県にゆかりのある作品を中心に収集。1997年（平成9年）石川県文化財保存修復工房が附属され、文化財の修復にも力を入れている。2005年（平成17年）には、地元の事業家から浮世絵版画2,224点（3,016件）の寄贈を受けている。2008年（平成20年）に設備の老朽化に伴う大規模改修が完成。
1991年（平成3年）から嶋崎丞が28年に渡り館長を務め、公設では全国最高齢の現役の美術館長だったが、2019年（令和元年）12月に死去。2020年（令和2年）9月からは、後任として前文化庁長官の青柳正規が就任した。
2024年（令和6年）1月1日に発生した能登半島地震では、常設展示室の作品の一部が破損するなどの被害が発生した。

## 展示室
第一から第九までの展示室と前田育徳会尊経閣文庫分館の10室を持つ。第一展示室には野々村仁清の手による国宝「色絵雉香炉」と重要文化財「色絵雌雉香炉」の二点が展示される。前田育徳会尊経閣文庫分館は前田氏の文化財を管理する前田育徳会（本部は東京都目黒区）が所蔵する尊経閣文庫の美術工芸品を月毎にテーマを決め展示する。

## 文化財
国宝
- 色絵雉香炉 仁清作

重要文化財
- 紙本墨画西湖図
- 紙本著色四季耕作図 久隅守景筆 六曲屏風
- 和歌浦蒔絵見台
- 色絵梅花図平水指 仁清作
- 色絵雌雉香炉 仁清作
- 能装束 緑地桐鳳凰文唐織

以下は石川県内の社寺・個人からの寄託品。
国宝
- 剣 銘吉光（白山比咩神社蔵）

重要文化財
- 紙本著色天狗草紙（園城寺巻）
- 太刀 銘長光（白山比咩神社蔵）
- 沈金彫手筥（白山比咩神社蔵）
- 三代嗣法書（大乗寺蔵）

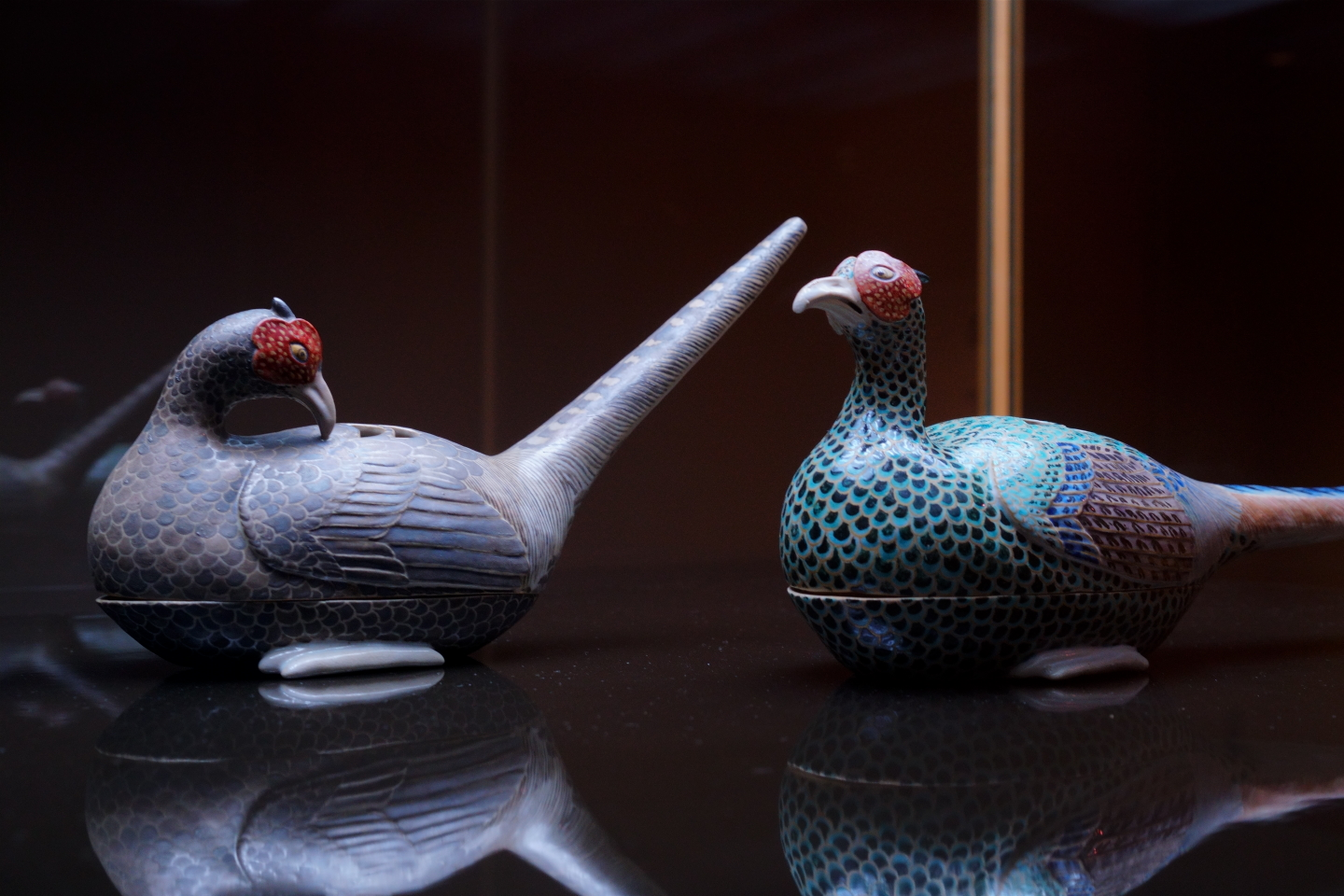
『色絵雉香炉』『色絵雌雉香炉』野々村仁清

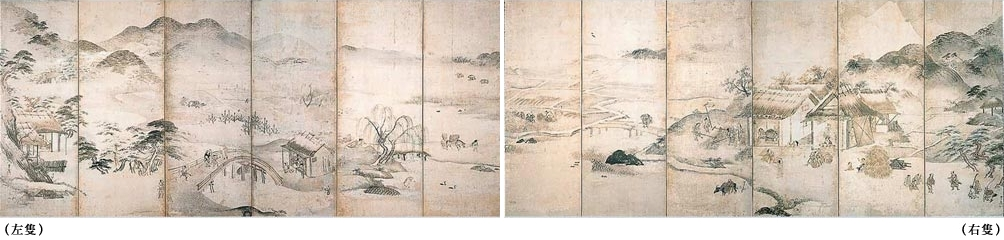
久隅守景 四季耕作図（重要文化財）

- 韶州曹溪山六祖師壇経 紙背仮名消息（大乗寺蔵）
- 仏果碧巌破関撃節 （一夜碧巌集）（大乗寺蔵）
- 支那禅刹図式（寺伝五山十刹図）（大乗寺蔵）
- 羅漢供養講式稿本断簡 道元筆（大乗寺蔵）
- 正親町天皇宸翰詠草 永禄四年八月十五夜 三条西公条点（菅生石部神社蔵）
- 関白内大臣家歌合 保安二年九月十二日
- 古今和歌集（清輔本）
- 山家心中集
- 太政官符 宝亀三年五月廿日大伴家持自署
- 埴輪 犬 群馬県伊勢崎市境上武士 天神山出土
- 埴輪 男子立像 群馬県伊勢崎市境上武士 天神山出土

## 広坂別館・石川県文化財保存修復工房

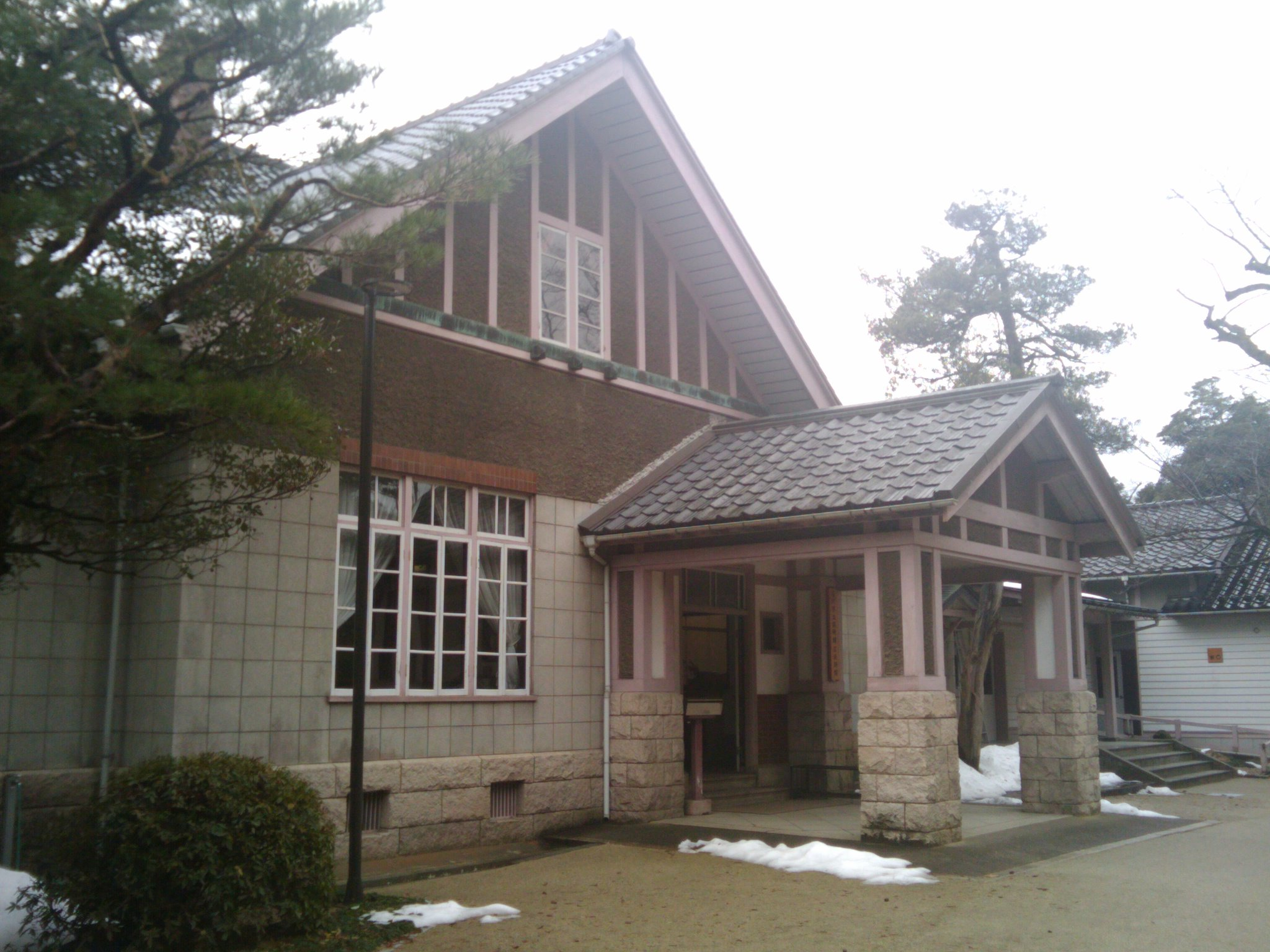
大正時代に建築された広坂別館

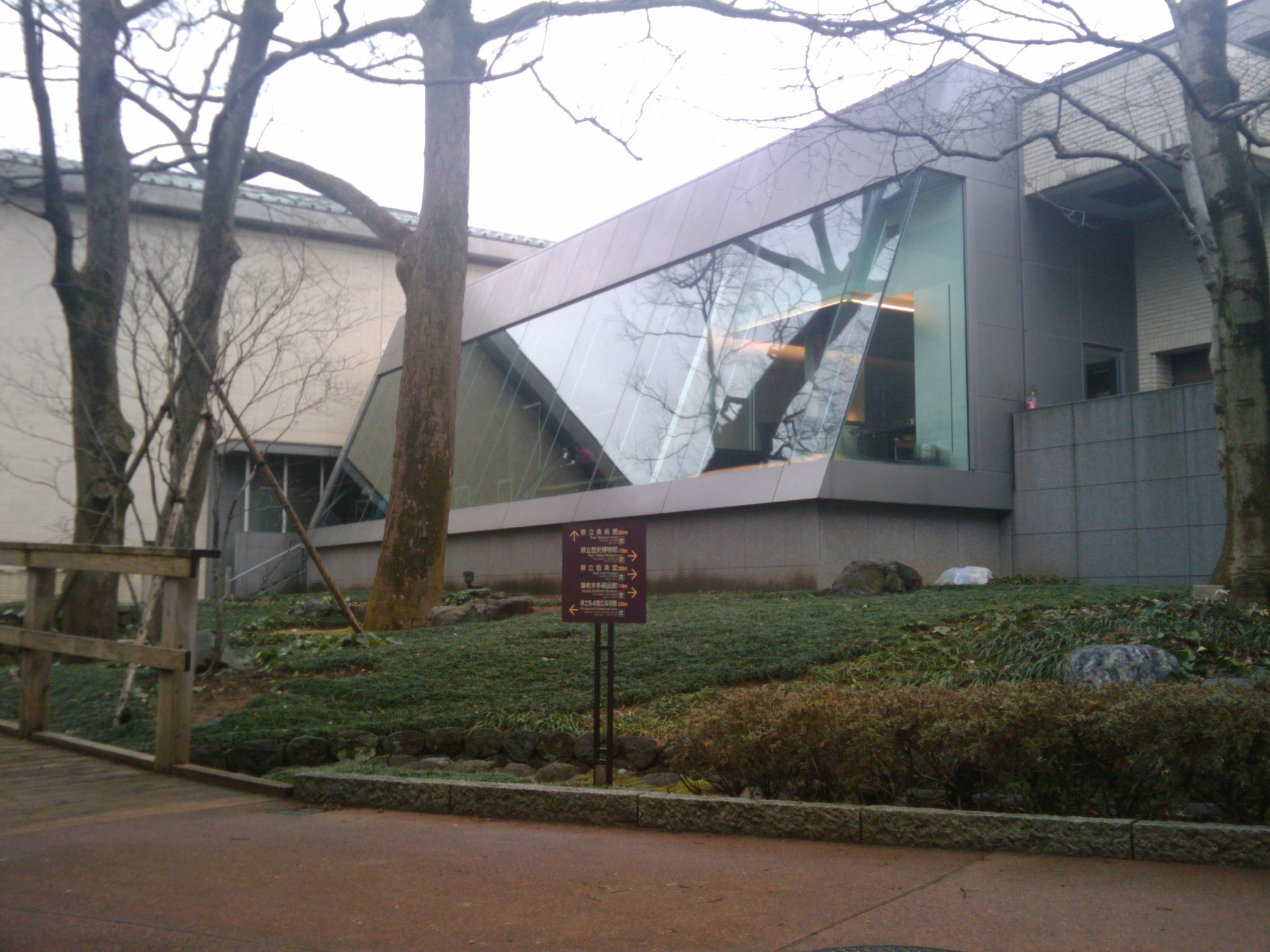
大きなガラス張りのカフェ

2008年の大規模改修を機に、それまで尊経閣文庫の寄託品を保管していた展示室が広坂別館・石川県文化財修復工房として改修整備された。表具修復室、漆芸品修復室、展示スペース、和室などを備える。展示スペースでは、職人が文化財を修復しているところを間近で見学できる。建物は、加賀藩の筆頭家老本多氏の上屋敷があった地に、1922年（大正11年）旧陸軍によって第九師団の師団長官舎として建てられ、戦後は、米軍将校官舎、金沢家庭裁判所、石川県児童会館、野鳥園、休憩館などに使用されたものである。

## ショップ・カフェ
無料区画であるエントランスホールに、石川県の伝統工芸品や収蔵品の複製などを販売するミュージアム・ショップと、石川県七尾市出身のパティシエ辻口博啓がプロデュースするカフェ「ル ミュゼ ドゥ アッシュ KANAZAWA」が入る。

## 周辺施設
- 兼六園
- 金沢21世紀美術館
- 成巽閣
- 本多の森公園
- 国立工芸館 - 当館南東に隣接
- いしかわ赤レンガミュージアム
  - 石川県立歴史博物館
  - 加賀本多博物館
- 石川県立伝統産業工芸館
- 石川県立能楽堂
- 本多の森北電ホール
- 石川護国神社
- 金沢神社

## 交通アクセス
- 金沢駅から北陸鉄道・北鉄金沢バス（北鉄バス）「広坂・21世紀美術館」バス停下車、徒歩5分または「出羽町」バス停下車、徒歩10分
- 金沢ふらっとバス（菊川ルート）「県立美術館・国立工芸館」バス停下車

近隣に北陸鉄道「県立美術館・成巽閣」バス停があるが、2021年4月以降停車するのは特定日の夜間のみ運行の金沢ライトアップバスだけとなっている。